# Анджан, Антон Иосифович
Антон Иосифович Анджа́н (1892—1974) — советский художник кино, гримёр. Заслуженный работник культуры РСФСР (1967). Лауреат Сталинской премии второй степени (1949).

## Биография
А. И. Анджан родился 14 (26) июня 1892 года. В 1905—1911 годах учился и работал в частной театральной мастерской И. Васильева (Санкт-Петербург). В 1911—1918 годах — гримёр в Театре Незлобина, в 1918—1923 годах — в Курортном театре Старой Руссы, в 1923—1925 годах — в Театре Октябрьской революции в Новгороде. С 1925 года работает на студии «Госкино», с 1927 года — на студии «Ленфильм» (в 1932—1942 годах — художник-гримёр и худрук гримёрного цеха); в 1942—1945 годах работал в Алма-Ате на ЦОКС, с 1945 года — на киностудии «Мосфильм». А. И. Анджан — один из крупнейших советских художников-гримёров, мастер художественного грима. Своим искусством он содействовал воплощению в кино ряда значительных образов, создавал гримы исторических персонажей. Впервые осуществил грим для Б. В. Щукина в роли В. И. Ленина.
А. И. Анджан умер 3 июня 1974 года. Похоронен в Москве на Бабушкинском кладбище.

## Фильмография
- 1925 — Тяжёлые годы
- 1927 — Пурга; Поэт и царь; Кастусь Калиновский
- 1928 — Парижский сапожник; Ася; Девушка с далёкой реки; Северная любовь; Норд-ост; Могила Панбурлея
- 1929 — Обломок империи; Каин и Артём; Золотой клюв
- 1931 — Разгром
- 1933 — Гроза
- 1934 — Юность Максима; Чапаев; Иудушка Головлёв; Поручик Киже
- 1936 — Депутат Балтики
- 1937 — Возвращение Максима
- 1937—1938 — Пётр Первый
- 1937, 1939 — Великий гражданин
- 1938 — Человек с ружьём; Выборгская сторона
- 1939 — Учитель
- 1941 — Маскарад
- 1941 — Варежки
- 1942 — Оборона Царицына
- 1944 — Нашествие
- 1946 — Адмирал Нахимов
- 1948 — Третий удар
- 1948—1949 — Сталинградская битва
- 1950 — Секретная миссия
- 1951 — Тарас Шевченко
- 1956 — Бессмертный гарнизон
- 1958 — Капитанская дочка
- 1960 — Мичман Панин
- 1961 — В начале века
- 1962 — Аппассионата
- 1963 — Именем Революции; Сквозь ледяную мглу
- 1968 — Шестое июля

## Награды и премии
- Сталинская премия второй степени (1949) — за работу в фильме «Третий удар» (1948)[1]
- Заслуженный работник культуры РСФСР (1967)
- орден «Знак Почёта» (1.2.1939) — за работы в фильмах «Петр I» (1937—1938), «Выборгская сторона» (1938), «Человек с ружьём» (1938)
- медали